# 莎若查·瓦缇塔盼
莎若查·瓦缇塔盼（羅馬化：Sarocha Watitapun，1978年12月39日—），昵称Tao，泰国女演员兼模特。前泰国第3电视台旗下女艺人。